# OpenGraphics

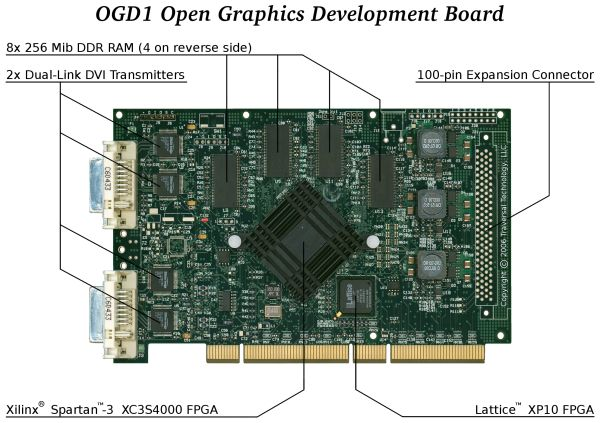
Prototype OGD1 — OGD1-256DDAV, en décembre 2006

Open Graphics est un projet lancé par Timothy Miller, visant à mettre sur le marché une carte graphique dont les spécifications sont ouvertes (matériel informatique libre) afin de permettre le développement de pilotes libres pour diverses plateformes.

## Historique
Ce projet a débuté en octobre 2004, un premier prototype a été réalisé au début de 2007
Les premières cartes ont commencé à être livrées aux développeurs en 2010 pour un coût de 750 $ pièce 
En septembre 2018, le site ne semble plus exister.

## Objectifs
Le leader du projet, Timothy Miller, mise sur de bonnes performances 2D et 3D de la carte et veut fournir des pilotes de qualité pour exploiter au mieux cette carte.
Il compte mettre sur le marché une version initiale d'une carte graphique dans les années à venir et espère que le prix sera au maximum de 200 USD.
D'après lui, cette version ne rivalisera pas avec les cartes graphiques produites par les leaders du marché actuel, nVidia et ATI.

## Tech Source
La société Tech Source, dans laquelle Timothy Miller travaille, a, au départ, apporté son soutien financier et matériel pour le développement de ce projet. Cependant, dès le début de mai 2005, elle a cessé tout soutien.

## Soutiens
Timothy Miller a cependant le soutien de la communauté du logiciel libre qui est motivée par ce projet de matériel libre. Le fait de pouvoir exploiter au maximum les performances d'un matériel informatique sans avoir besoin de passer par des pilotes propriétaires est très important aux yeux de cette communauté.